# Cratone del Río de la Plata

Posizione approssimativa dei cratoni mesoproterozoici (età superiore a 1,3 Ga) in Sud America e Africa. I continenti sono stati ruotati nella loro posizione durante il Triassico, per mostrare quale fosse la posizione relativa dei cratoni prima dell'apertura dell'Atlantico meridionale.

Il cratone del Río de la Plata è un cratone situato nella parte meridionale del Sud America. Si estende su una superficie di circa 20.000 km2 tra l'Uruguay e l'Argentina nord-orientale.
Questo cratone assieme ad altri quattro costituisce il nucleo attuale della crosta continentale sudamericana.
Le rocce più antiche del cratone del Río de la Plata si sono formate nel Paleoproterozoico, tra 2.200 e di 1.790 milioni di anni fa.
Circa 900 milioni di anni fa, entrò a far parte del sud del supercontinente Rodinia.
Dopo la frammentazione di Rodinia fece parte del Gondwana per tutto il Paleozoico. Allo smembramento del Gondwana in diversi continenti più piccoli durante il Giurassico restò con i frammenti crostali del Sud America.
I dicchi con orientazione ENE nella stessa area sono stai datati col metodo argon-argon a 1727±10 milioni di anni fa.